# Johanna Cortinovis
Johanna Cortinovis le 4 novembre 1986 à Dunkerque (France) est une joueuse française de basket-ball, évoluant au poste d'intérieure.

## Biographie
Johanna Cortinovis commence l'activité basket-ball à l'âge de six ans et considère Cathy Melain pour joueuse modèle.
Elle est élue MVP du Final Four de LF2 2012-2013. Ayant eu un rôle modeste en LFB avec Angers, elle rejoint le club de Charnay en Ligue 2 pour la saison 2014-2015.

## Clubs
- Avant 2001 :  BC Malo
- 2001-2004 :  US Dunkerque
- 2004-2007 :  Saint-Amand
- 2007-2008 :  Villeneuve-d'Ascq
- 2008-2010 :  Fémina Wasquehal Basket
- 2010-2014 :  Union Féminine Angers Basket 49
- 2014-2019 :  Charnay Basket Bourgogne Sud

## Palmarès
National
- 2013 : championne de France de Ligue 2 Féminine
- 2019 : championne de France de Ligue 2 Féminine

Distinction personnelle
- 2013 : MVP du Final Four de LF2